# Alfred Bader (Bildhauer)
Alfred Bader (* 6. Juli 1931; † 6. März 2010) war ein deutscher akademischer Bildhauer. 1950–1956 studierte er als Meisterschüler von Josef Henselmann an der Akademie der Bildenden Künste München Bildhauerei.

## Leben und Werke
Nach dem Studium arbeitete Bader freischaffend in München. 1978 erhielt er eine Anstellung als Fachlehrer an der Staatlichen Berufsfachschule für Holzbildhauer in Oberammergau. Sechs Jahre später, im Jahre 1984, wurde ihm die Leitung dieser Schule übertragen. Die Stellung als Schulleiter bekleidete er bis zu seiner Pensionierung im Jahr 1996. Danach arbeitete er bis kurz vor seinem Tod in seinem Atelier. Sein Schaffen umfasst eine große Bandbreite der bildhauerischen Ausdrucksmittel. Sein bevorzugtes Arbeitsmaterial war das Holz. Er hatte bereits vor seinem Akademiestudium die Gesellenprüfung an der Schnitzschule in Berchtesgaden abgelegt. Doch auch mit weiteren Materialien arbeitete Alfred Bader: Er schuf Plastiken in Terrakotta oder als Betonguss. Auch in Stein arbeitete er häufig. So ist bereits während seiner Studienzeit das Relief Im Stall am Fischbrunnen auf dem Münchner Marienplatz entstanden. Diese Reliefs am Fischbrunnen wurden 1954 von Studenten der Henselmann-Klasse gestaltet. Eine Stein-Stele, die Alfred Bader mit Schrift gestaltet hat, befindet sich im Alten Botanischen Garten in München. Bildhauerisch befasste er sich gerne mit Porträts, die er in unterschiedlichen Materialien anfertigte. Seine Porträts waren in der „Großen Kunstausstellung“ im Münchener Haus der Kunst zu sehen.
Ein weiteres Genre, das sein Interesse fand, war für Alfred Bader die christliche Kunst. Eines seiner Hauptwerke ist die Neugestaltung des Altarraumes in der Pfarrkirche St. Emmeram in Geisenhausen in Oberbayern. In Zusammenarbeit mit der Bildhauerin Gudrun E. Olbert wurden alle Teile im Altarraum der Kirche neu gestaltet: In der Apsis eine Kreuzgruppe, an deren Basis sich der Tabernakel befindet. Dazu vier Altarleuchter, ein Osterleuchter, Mensa und Ambo. Die Kreuzgruppe – knapp lebensgroß – ist aus Holz, das mit leichter Farbigkeit versehen wurde. Sie steht auf einem Sockel aus Juramarmor. Ebenfalls aus dem gleichen Juramarmor sind Mensa und Ambo gearbeitet. Tabernakel und Leuchter sind aus Bronze. In die Frontseite des Altartisches wurde das Reliquiar (St. Ulrich und St. Gervasius) sichtbar hinter einer Glasscheibe mit Bronzerahmen eingelassen. Insgesamt ein gelungenes Ensemble, das auch in der Fernsehreihe Glockenläuten des BR gewürdigt worden ist.
1993 wurde seine Arbeit "Der Mönch" (Relief, Betonguss, 60 × 115 cm) für die Ausstellung "Zeugen und Zeugnisse des Glaubens" ausgewählt. Diese Ausstellung war das Ergebnis eines Wettbewerbes, ausgeschrieben vom Bistum Regensburg, zum Jubiläum der tausendsten Wiederkehr des Todesjahres von Bischof Wolfgang.
Alfred Bader hat noch weitere Werke der christlichen Kunst geschaffen, die sich teils in öffentlichem, meist in privatem Besitz befinden. Eine Madonna von Bader steht in der Hauskapelle der Rheumaklinik in Oberammergau (Rheumazentrum Oberammergau). Weitere Gebiete seines künstlerischen Schaffens sind die Zeichnung und das Aquarell. Sind im zeichnerischen Bereich eher die Menschen sein Hauptthema, so sind es im Bereich des Aquarells in erster Linie Landschaft und Natur.
Seine Liebe zur Natur spielt in seinem gesamten Schaffen und Denken die Hauptrolle. Als ehemaliger Extrem-Bergsteiger war er vor allem der Bergwelt zugetan. Doch auf zahlreichen Studienreisen lernte er auch viele andere Länder zu schätzen. So ist neben den Alpen die Landschaft Norwegens ein Schwerpunktthema seiner Aquarelle geworden.
Sein offener Blick für die kleinen Schönheiten in der Natur und seine Begeisterung für die grandiosen Panoramen schlägt sich in den Details der Aquarelle nieder. Da sind kleine Pflanzen, die sich aus Geröll hervor recken, da sind stille Seen im klaren Licht des Nordens und Menschen, die in der Weite der Landschaft fast verschwinden – alles in gekonntem künstlerischem Ausdruck, ohne jemals in kitschige Darstellung abzurutschen.
Eine weitere Begabung von Alfred Bader war die Fotografie. Sein Blick für das Besondere in der Natur und sein künstlerisches Verständnis für Bildgestaltung bezüglich Aufbau und Farbe haben ihn zu einem sehr guten Fotografen werden lassen. Er erlangte mit seinen Aufnahmen zu Zeiten der analogen Fotografie mehrere Preise, so z. B. Das silberne Dia der Süddeutschen Zeitung. In diversen Fotoausstellungen waren Baders Aufnahmen zu sehen.